# Henri Marie Ducrotay de Blainville
Henri Marie Ducrotay de Blainville (ur. 12 września 1777, zm. 1 maja 1850) – francuski zoolog i anatom.
W nomenklaturze zoologicznej stosuje się skrót de Blainville przy oznaczeniu taksonu opisanego przez H.M.D. de Blainville’a, np. Hydrurga leptonyx de Blainville.
W nomenklaturze botanicznej stosuje się skrót Blainv. przy oznaczeniu taksonu opisanego przez H.M.D. de Blainville’a.

## Życiorys
Urodził się w Arques, niedaleko Dieppe. Około 1796 wyjechał do Paryża studiować malarstwo, ale ostatecznie poświęcił się historii naturalnej. Zwrócił uwagę Georges’a Cuviera, który czasami prowadził wykłady w Collège de France i w Athenaeum. W 1812 został profesorem zoologii na Wydziale Nauk Przyrodniczych Uniwersytetu Paryskiego i współpracownikiem Cuviera. W późniejszym okresie ich drogi się rozeszły, a wzajemna niechęć przemieniła się w otwartą wrogość.
W 1825 Blainville został członkiem Francuskiej Akademii Nauk i w 1830 przejął po Jean-Baptiste de Lamarcku stanowisko w Muzeum Historii Naturalnej w Paryżu. Dwa lata później, po śmierci Cuviera objął stanowisko profesora katedry anatomii porównawczej Uniwersytetu Paryskiego, i pozostawał na nim osiemnaście lat. W 1837 został wybrany na członka zagranicznego Królewskiej Szwedzkiej Akademii Nauk. 1 maja 1850 zmarł w wyniku ataku apopleksji w wagonie pociągu w Embarcadère du Havre (obecnie Gare Saint-Lazare) w Paryżu.
Opisał naukowo wiele gatunków zwierząt, zarówno żyjących, jak i wymarłych, w tym m.in.: walenia z gatunku Mesoplodon densirostris oraz kilkanaście gatunków płazów i gadów. W herpetologii przejął od Latreille’a propozycję oddzielenia płazów od gadów, które wcześniej łączono w jedną grupę i podzielił ssaki na stekowce, torbacze i łożyskowce. Wysunął propozycję podziału zwierząt na dwubocznie symetryczne, asymetryczne i promieniste. Oprócz wielu innych prac, był autorem: Prodrome d'une nouvelle distribution du règne animal (1816); Ostéographie ou description iconographique comparée du squelette et du système dentaire des mammifères récents et fossiles (1839–1864); Faune française (1821–1830); Cours de physiologie générale et comparée (1833); Manuel de malacologie et de conchyliologie (1825–1827); Histoire des sciences de l’organisation et de leurs progrès, comme base de la philosophie (1845).